# Tricongius ribaslangei
Espèce
Synonymes
- Oltacloea ribaslangei Bonaldo & Brescovit, 1997

Tricongius ribaslangei est une espèce d'araignées aranéomorphes de la famille des Prodidomidae.

## Distribution
Cette espèce est endémique du Paraná au Brésil,. Elle se rencontre vers Capitão Leônidas Marques.

## Description
Le mâle holotype mesure 2,5 mm.

## Systématique et taxinomie
Cette espèce a été décrite sous le protonyme Oltacloea ribaslangei par Bonaldo et Brescovit en 1997. Elle est placée dans le genre Tricongius par Rodrigues et Rheims en 2020.

## Étymologie
Cette espèce est nommée en l'honneur de Roberto Ribas Lange.

## Publication originale
- Bonaldo & Brescovit, 1997 : « Uma nova espécie do gênero Oltacloea (Araneae, Prodidomidae). » Iheringia, Série Zoologia, vol. 82, p. 81-84.